# Bergfried Rothenklempenow

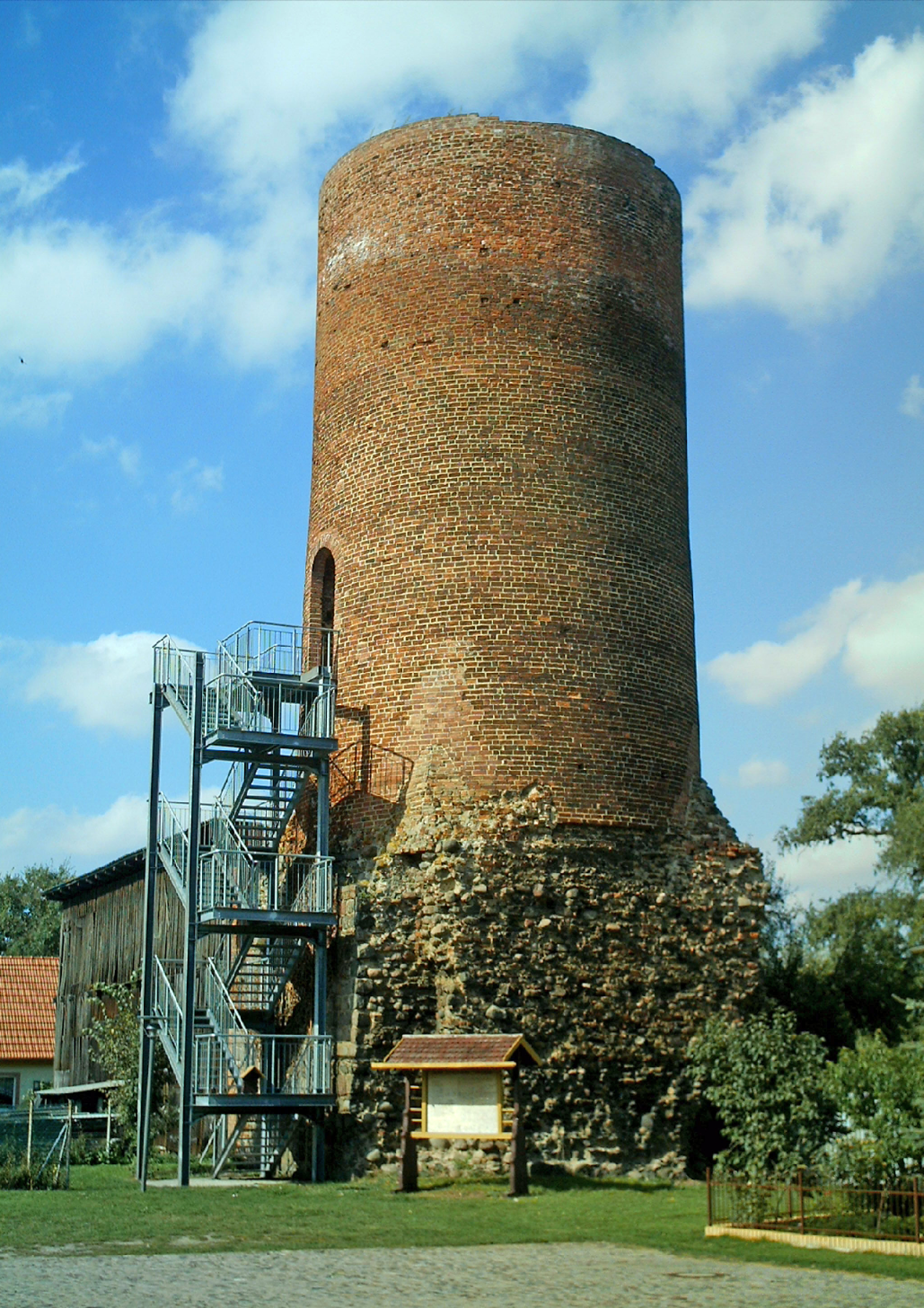

Der Bergfried Rothenklempenow, auch als Fangelturm bezeichnet, in Rothenklempenow in Mecklenburg-Vorpommern, Hofstraße, stammt aus dem 13. Jahrhundert.
Das Gebäude steht unter Denkmalschutz.

## Geschichte

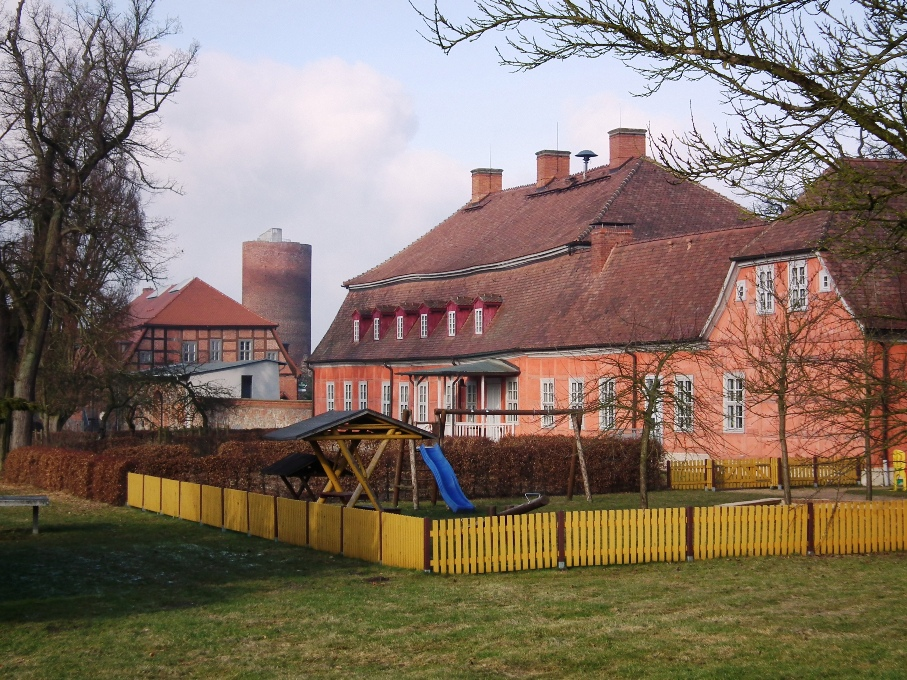
Gutshaus, Fangelturm und Brennerei

Das Dorf Rothenklempenow mit 631 Einwohnern (2015) wurde 1295 als castrum clempenowe erstmals erwähnt als Grenzburg zwischen Pommern und Brandenburg. Die Ritter von Eickstedt (Ritter Friedrich von Eickstedt † 1309) errichteten im 13. Jahrhundert die Grenzburg, von der nur noch der Bergfried erhalten ist. Soweit die Familie in Rothenklempenow war, wohnte sie bis zum 16. Jahrhundert auf der Burg, die aber davor und danach verfiel.
Die Familie baute deshalb 1609 das erste nicht mehr erhaltene Gutshaus und 1761 das zweite Gutshaus Rothenklempenow sowie 1638 die Dorfkirche Rothenklempenow. Über dem Südportal der Kirche befindet sich eine große Inschriftkartusche mit dem Stifterwappen der Familie von Eickstedt.
Der runde Bergfried erhielt später auch die Bezeichnung Fangelturm, da hier offensichtlich Gefangene festgesetzt wurden. Der mit Backsteinen verkleidete Turm wurde saniert und erhielt in den 1990er Jahren eine neue äußere Stahltreppe bis zum Eingang. Auf einer Infotafel vor dem Turm und im Heimatmuseum im Torgebäude bei der ehemaligen Brennerei finden sich Erläuterungen zum Turm.